# Pisgah Forest
Pisgah Forest es un área no incorporada ubicada del condado de Transilvania en el estado estadounidense de Carolina del Norte. Se encuentra a unos 30 minutos en coche del aeropuerto de Asheville. La zona es conocida por sus muchas cascadas y las ardillas blancas. Pisgah Forest y sus alrededores es un destino popular para los jubilados que se sienten atraídos por sus muchas rutas de senderismo.